# Store norske leksikon
Store norske leksikon (in italiano "Grande enciclopedia norvegese"; nota anche come Aschehoug og Gyldendals Store norske leksikon, dai nomi dei primi editori Aschehoug e Gyldendal Norsk Forlag; abbreviato talvolta come SNL) è  un'enciclopedia generalista in lingua norvegese Bokmål, tuttora pubblicata.

## Storia
È nata nel 1978 dalla fusione delle enciclopedie (Aschehougs konversasjonsleksikon e Gyldendals konversasjonsleksikon) di due grandi case editrici (Aschehoug e Gyldendal, da cui il titolo per esteso) che ha dato origine alla Kunnskapsforlaget. La prima edizione della Aschehougs konversasjonsleksikon venne pubblicata nel periodo 1907-1913; la Gyldendals konversasjonsleksikon comparve invece nel 1933-1934.
La prima edizione fu pubblicata tra il 1978 e il 1981 in 12 volumi. Seguì poi l'edizione del 1986-1989 pubblicata in 15 volumi.
Lo Store norske leksikon non fu risparmiato dal declino che colpì il settore enciclopedico negli anni novanta, tant'è che l'editore dubitò circa la possibilità di pubblicare una terza edizione. La questione è stata ampiamente dibattuta dall'opinione pubblica, dopo che anche il ministero della cultura aveva rifiutato ogni forma di aiuto a favore della pubblicazione. Il sostegno finanziario venne finalmente nel 2002 grazie ad un contributo di 10 milioni di corone norvegesi da parte della fondazione Fritt Ord. Prese così vita la terza edizione del 1995-1999, pubblicata in 16 volumi.
La quarta edizione è del 2005-2007, pubblicata in 16 volumi. Quest'ultima edizione contiene 150000 voci e 16000 illustrazioni.
Anne Marit Godal ha assunto l'incarico di direttore generale e direttore principale dalla primavera del 2011.

## Nuovi formati
La quarta è stata l'ultima edizione stampata su carta; nel 2010, infatti, è stato annunciato che le successive edizioni sarebbero state pubblicate soltanto su formato elettronico, sostanzialmente per far fronte alla competitività dei mezzi di comunicazione moderni. Una versione online (ad accesso gratuito) è consultabile dal sito internet ufficiale già a partire dal 2000.
Nei primi mesi del 2009, il sito internet è stato visitato in media da 22000 visitatori unici al giorno, classificandosi al 49º posto in Norvegia. Gli utenti registrati ammontano a 7959, mentre le voci sono circa 155000.
A partire dal 24 febbraio 2009 è stato avviato il progetto Store norske leksikon 2.0, grazie al quale gli utenti posso aggiornare gli articoli dell'enciclopedia, controllati da esperti per assicurare la qualità dei contenuti.

## Edizioni
| Edizione | Periodo   | Volumi        | Redattori                                  |
| -------- | --------- | ------------- | ------------------------------------------ |
| 1ª       | 1978-1981 | 16 volumi     | Olaf Kortner, Preben Munthe, Egil Tveterås |
| 1ª       | 1984      | 1 supplemento | Olaf Kortner, Preben Munthe, Egil Tveterås |
| 1ª       | 1989      | 1 supplemento | Olaf Kortner, Preben Munthe, Egil Tveterås |
| 2ª       | 1986-1989 | 15 volumi     | Olaf Kortner, Preben Munthe, Egil Tveterås |
| 3ª       | 1995-1998 | 16 volumi     | Petter Henriksen                           |
| 4ª       | 2005-2007 | 16 volumi     | Petter Henriksen                           |